# Велика зелена стена (Африка)
Великата зелена стена или Великата зелена стена на Сахара и Сахел (на френски: Grande Muraille Verte pour le Sahara et le Sahel) е проект, ръководен от Африканския съюз, първоначално замислен като начин за борба с опустиняването в региона на Сахел и задържане на разширението на пустинята на Сахара, чрез засаждане на стена от дървета, простиращи се през целия Сахел.
Оттогава тя се превръща в програма, насърчаваща техники за събиране на вода, опазване на зеленината и подобряване на местните техники за използване на земята, насочена към създаване на мозайка от зелени и продуктивни пейзажи в Северна Африка.
Проектът е отговор на общият ефект от деградацията на природните ресурси и сушата в селските райони. Той се стреми да помогне на общностите да смекчат и да се адаптират към изменението на климата, както и да подобрят продоволствената сигурност. Очаква се населението на Сахел да се удвои до 2039 г., като се подчертава важността на поддържането на производството на храни и опазването на околната среда в района.

## Участници
Инициативата обединява повече от 20 държави, включително Алжир, Буркина Фасо, Бенин, Чад, Кабо Верде, Джибути, Египет, Етиопия, Либия, Мали, Мавритания, Нигер, Нигерия, Сенегал, Сомалия, Судан, Гамбия и Тунис.
Регионални и международни организации, които взимат участие, са:
- Африкански горски форум (AFF)
- Комисия на Африканския съюз (AUC)
- Асоциация за насърчаване на образованието и обучението в чужбина (APEFE)
- Съюз на Арабския Магреб (UMA)
- Общност на държавите от Сахел-Сахарския регион (CEN-SAD)
- Икономическа общност на западноафриканските държави (ECOWAS)
- Европейски съюз (ЕС)
- Организация по прехрана и земеделие на ООН (FAO)
- Глобален механизъм[4] от Конвенция на Обединените нации за борба с опустиняването (GM-UNCCD)
- Междуправителствен орган за развитие в Източна Африка (IGAD)
- Център за MDG за Западна и Централна Африка (MDG-WCA)
- Панафриканска организация на фермерите (PAFO)
- Панафриканска агенция на Великата зелена стена (PAGGW)
- Постоянен междудържавен комитет за контрол на сушата в Сахел (CILSS)
- Обсерватория на Сахара и Сахел (OSS)
- Секретариат на Конвенцията на Обединените нации за борба с опустиняването (Секретариат на UNCCD)
- Програма на ООН за развитие – Сухи земи, Център за развитие (UNDP-DDC)
- Програма на ООН за околната среда (UNEP)
- Програма на ООН за околната среда – Световен център за наблюдение на опазването (UNEP-WCMC)
- Валонски регион на Белгия, Валония–Брюксел Интернационал
- Световен център по агролесовъдство (ICRAF)
- Световен преглед на подходите и технологиите за опазване (WOCAT)
- Световната банка